# Шевченко Олена Олегівна
Олена Олегівна Шевченко (нар. 13 травня 1982; Київ) — українська громадська активістка, правозахисниця, феміністка, ЛГБТ-активістка. Наразі є головою громадської організації «Інсайт».
Членкиня правління міжнародної організації ILGA World (з 2020). У минулому — членкиня правління міжнародних організацій IGLYO та ILGA Europe. Ініціаторка створення лесбійської міжнародної мережі «EL*C» та її співголова (2018). Співголова організаційного комітету КиївПрайду.
Олена Шевченко є однією із найбільш впізнаваних українських активісток-лесбійок.

## Біографія
Народилася 13 травня 1982 року у Києві. Професійно займалася спортом — фехтуванням на рапірах, дзюдо, самбо та вільною боротьбою. Є майстром спорту з самбо та вільної боротьби.
У 2003 році приєдналася у якості волонтерки до діяльності громадської організації «Жіноча мережа», яка активно займалася захистом прав ЛБТ-жінок та просуванням ідей фемінізму.
У 2004 році закінчила природничо-географічний факультет Національного педагогічного університету імені М. П. Драгоманова та отримала диплом із відзнакою. Під час навчання у 2001 році отримала відзнаку «Найкраща Студентка року» від фонду Андрія Первозванного. Продовжила навчання в аспірантурі.
Протягом 2004—2006 років працювала в Національному педагогічному університеті імені М. П. Драгоманова на посаді викладачки та паралельно інструкторкою-методисткою у спеціалізованій дитячо-юнацькій школі олімпійського резерву, де вела групи з вільної боротьби та дзюдо у якості тренерки. Протягом 2006—2007 років обіймала посаду старшої викладачки.
Після перших ефірів на тему прав ЛГБТ-спільноти за участі Олени Шевченко, в НПУ імені М. П. Драгоманова почали обговорювати необхідність її звільнення з посади. Врешті, Шевченко припинила викладацьку практику у навчальному закладі за власним бажанням.
Протягом 2007 року працювала у громадській організації «Жіноча мережа» на посаді проєктної асистентки. Цього ж року разом із однодумцями ухвалила рішення про вихід з організації.
У 2007 році колишні учасниці «Жіночої мережі» створюють ініціативну групу «Інсайт» з метою захисту прав ЛГБТ-людей. У 2008 році «Інсайт» було офіційно зареєстровано як громадську організацію, очільницею якої стала активістка Анна Довгопол. У липні 2010 року громадську організацію «Інсайт» очолила Олена Шевченко.

## Громадська діяльність
Олена Шевченко є співорганізаторкою багатьох правозахисних ЛГБТ та феміністичних акцій в Україні, серед яких — Марші Жінок до 8 березня, Марші трансгендерних людей, акції проти дискримінації ЛГБТ-спільноти в Україні, акції солідарності із ЛГБТ-людьми пострадянських країн та інші.

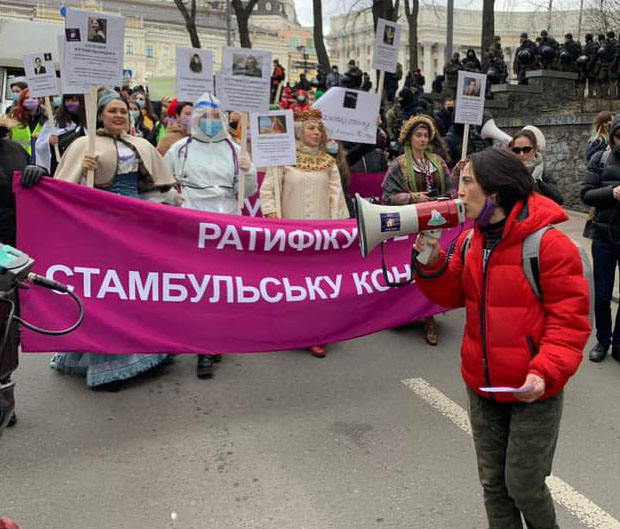
Олена Шевченко на Марші Жінок у Києві, 2021 рік

З 2007 року проводить тренінги та різноманітні навчальні заходи для українських та іноземних активісток/-ів із прав людини й безпосередньо прав ЛГБТ. Під час Революції гідності проводила для жінок навчання із самооборони, у рамках формування Жіночої сотні.
Олена Шевченко представляє українську ЛГБТ-спільноту на міжнародному рівні. Протягом 2010—2011 років входила до правління міжнародної молодіжної ЛГБТ-організації IGLYO [Архівовано 27 листопада 2020 у Wayback Machine.]. Протягом 2016—2020 років входила до правління міжнародної ЛГБТ-організації ILGA-Europe, а з 2020 року є членкинею правління ILGA-World.
У 2011 році ініціювала проведення першого відкритого феміністичного маршу в Україні. Наразі марш став щорічною подією, яка відбувається 8 березня у різних регіонах України. У 2017 році спільно з активістками громадської організації «Інсайт» Олена Шевченко сформувала платформу Марш Жінок, на базі якої відбуваються щорічні феміністичні акції. У 2018 році, після Маршу проти Олени Шевченко як організаторки було порушено справу про адміністративне правопорушення через «наругу над державними символами» через використання символіки об'єднання «Національні дружини» на плакаті однієї з учасниць маршу. 15 березня 2018 року Шевченківський районний суд визнав відсутність складу адмінпорушення.
У 2014 році ініціювала проведення «Фестивалю Рівності». Наразі фестиваль проводиться щороку у різних регіонах України. У 2016 році представники праворадикальних груп зірвали проведення фестивалю у Львові та заблокували готель, де проживала Шевченко й інші учасники події. Подібні блокування та напади повторювалися пізніше, під час фестивалю у Запоріжжі та Чернівцях.
У 2016 році, під час участі у щорічній конференції ILGA-Europe, виступила однією із ініціаторок створення лесбійської міжнародної мережі «EL*C» [Архівовано 20 вересня 2018 у Wayback Machine.] (англ. European Lesbian* Conference; укр. Європейська Лесбійська* Конференція). У 2018 році Олена Шевченко обрана співголовою мережі «EL*C». Друга Конференція пройшла у Києві (12-14 квітня 2019). У ній взяли участь 300 людей із різних країн світу, що стало першою подібною подією для України і значним досягненням правозахисного руху.
У 2020 році Шевченко ініціювала подання судового позову проти Патріарха Української православної церкви Київського патріархату Філарета, який заявив, що одностатеві шлюби є однією із причин коронавірусу. Основною вимогою було спростування поширеної інформації та визнання її недостовірною і дискримінаційною.
Регулярно бере участь у теле-, радіоефірах, де представляє українську ЛГБТ-спільноту, виступає у якості експертки із прав людини для українських та іноземних ЗМІ. Через громадську діяльність Олені Шевченко неодноразово погрожували представники праворадикальних груп. У 2018 році, напередодні проведення КиївПрайду, у соцмережах поширювалася інформація про так зване «сафарі» — полювання на ЛГБТ-активісток і активістів. У 2019 році у Києві на Олену Шевченко було скоєно напад.
У березні 2023 стала однією з 12 «Жінок року» за версією американського журналу «TIME». За оцінками «Інсайту», у 2022 році Олена Шевченко з колегами зібрала волонтерської допомоги на понад 400 тисяч доларів від різних донорів та кампаній для представників ЛГБТ-спільноти. Ці кошти пішли на закупку для людей різних необхідних речей — від аптечок до гормональних препаратів.